# Toke
Toke oder auch Taka (deutsch veraltet: Suworowinseln) ist ein unbewohntes Atoll der Ratak-Kette der Marshallinseln. Das Atoll hat eine Landfläche von 0,57 km² bei einer Lagunenfläche von 93,14 km². Das nächste Atoll ist Utirik, 9 km östlich entfernt.
Auf dem Atoll wächst der Sommer-Portulak.
Das Atoll wird gelegentlich von den Bewohnern Utiriks besucht.